# متلازمة القلب الأيمن ناقص التنسج
متلازمة القلب الأيمن ناقص التنسج هي عيبٌ قلبي خلقي يكون فيه الأذين الأيمن والبطين الأيمن أقل نموًا. يؤدي هذا الخلل إلى عدم الكفاية في جريان الدم إلى الرئتين وبالتالي يؤدي إلى ازرقاق لون الطفل، حالة الطفل الأزرق.

## الأعراض
يعد الإزرقاق عرضًا شائعًا وهو بأن يتلون الجلد والشفتين والأظفار وأجزاء أخرى من الجسد باللون الرمادي المزرق. أحد الأعراض الأكثر وضوحًا هي سرعة وصعوبة التنفس والتغذية الضعيفة والأطراف الباردة أو عدم النشاط والنعاس. إن الأطفال ذوي متلازمة القلب الأيمن ناقص التنسج ربما يصابون بصدمة قلبية إذا ما تم السماح للتوصيلات الطبيعية بين جزئي القلب (الثقبة البيضوية والقناة الشريانية) بالغَلْق. تشمل علامات الصدمة برود الجلد وضعف النبض أو سرعته واتساع عدسة العين.

## الأسباب
تدخل مسار إشارات اللثمة بالإضافة إلى إشارات wnt في عمليات متعددة أثناء تطور القلب. تعتمد تمايز الخلايا القلبية الأمية وطراز الأجزاء القلبية المختلفة وتطور الصمامات وتربق البطينين وتطور قنوات انسياب الدم إلى الخارجي على مسارات اشارات Wnt.تم اثبات أهمية مسار اشارت اللثمة عندما اكتشف بأن عددًا من الطفرات في مكونات هذه المسارات يتم وراثته في العديد من الاضطرابات الوراثية الجينية والمكتسبة ولذلك لا يمكن للشخص اكتسابها من البيئة المحيطة. يُعتقد بأن بعض الطفرات تُحمل على الكروموسوم (الصبغي) رقم 2. يعتقد أن تكون بعض الحذوفات الموجودة على ذراع الصبغي 9q34 و 20p1 2 والتي تحتوي على NOTCH1 و JAG1 و الحذوفات في الشريط أو q24 q22
أيضًا تلعب إشارات Wnt دورًا مع Notch 1,2 و JAG في تكوين الأنسجة القلبية و تطور القلب. عندما تحدث طفرات في اللثمة و مسارات Wnt فانهما لا يرسلان الإشارات أو يتم تثبيطهما. يتوجب على تلك المسارات إرسال إشارات بروتينية أو مسارات أخرى مثل Tbx2, 3 and 20, Bmp2, 10و Hey1 and 2
و التي تلعب دورًا مهمًا في تطور أجزاء مختلفة من القلب النامي. تحدث العيوب عندما يفشل أو يتم تثبيط إرسال هذه البروتينات أو المسارات الإشارات.

## تطور المرض
عندما يكون الجزء الأيمن من القلب أقل نموًا من نظيره الأيسر فإن هذه الحالة توصف بمتلازمة القلب الأيمن ناقص التنسج. توصف متلازمة القلب الأيمن ناقص التنسج بالانسداد الخَلْقي في صمامات الشريان الرئوي و انسداد الصمام الثلاثي و الشريان الرئوي ناقص التنسج الذي يفشل في تكوينه بشكل لائق. أيضًا تسبب المتلازمة بجعل البطين الأيمن أصغر بكثير من نظيره في الجزء الأيسر. في هذه المتلازمة يصبح القلب غير قادر على ضخ الدم بشكل جيد إلى الرئتين و بالتالي يصبح الدم المؤكسج الذي يصل إلى الجسم غير كافٍ. إن حدة قلة التنسج تختلف من شخص لأخر. يتطلب فريقًا مختصًا في طب القلب للأطفال لوضع خطة العلاج.

### التشريح
يحتوي القلب الطبيعي على أربع صمامات -تفصل بينها شريحة سدلة- والتي تفتح و تقفل لتتحكم بجريان الدم بين حجرات القلب. عندما يخفق القلب فإن الدم قليل الأكسجين يدخل الأذين الأيمن وبعدها يجري إلى البطين الأيمن ومن ثم يدخل الشريان الرئوي كي يدخل الرئتين ليتشبع بالأكسيجين. يعود الدم المشبع بالأكسيجين إلى الأذين الأيسر وبعدها يسري إلى البطين الأيسر. يقوم البطين الأيسر بضخ الدم المؤكسج إلى الشريان الأبهر ومن ثم ليتم دورته لباقي أجزاء الجسم.
إن القلب هو عضو ينحدر من الطبقة الوسطى من الطبقات الأمية الجرثومية في الجنين وتتحكم في تكوينه عدد من الجينات المختلفة.  
في بداية تكوين القلب يكون التعبير عن Nkx2.5, CR1, pitx2, anf and mhc2a هو المسؤول عن التمايز في الخلايا القلبية الأمية  و التي تحدد الخلايا التي و ما ستصير اليه من أجزاء القلب. لاحقًا وأثناء عملية التمايز فان تفعيل  hand1 و hand2  بالإضافة إلى بعض الحينات الأخرى يبدو انه يساعد في تطور هذه العملية. إن التعبير عن هذه الجينات ينظم بواسطة الكثير من العمليات والتي تشمل التشفير وعوامل النمو بالإضافة إلى بروتينات مثل الفبرين و Wnt, BMP2, BMP 4, BMP5, BMP7, which و التي تساعد في ملامح مختلفة لتطور نمو القلب مثل الصمامات والحاجز الفاصل و المواد الأخرى كحمض الفوليك والريتيونيك. إن الخطوات الفارقة في تكوين القلب هي تطور البطينين وتكوين الأذينين وانفصالها وتكوين الصمامات.إن أي خلل في هذه العمليات يؤدي إلى العديد من أمراض القلب الخَلْقية. قد يبدأ الخلل نتيجة لعوامل جينية وفوق جينية أو بيئية مختلقة. إن أكثر العيوب الخلقية -والتي تنتج عن العوامل الجينية وفوق الجينية هي: تضيق الجذع الأبهري والرئوي -وهو ضيق في الأوعية الدموية-وخلل في الحاجز الأذيني أو البطيني انسداد الصمام الثلاثي ونقص التنسج في القلب الأيمن أو الأيسر. عندما يكون لديكم نقص في تنسج القلب الأيمن أو الأيسر فإن أكثر من واحدة من هذه العيوب تحدث سوية.

## العلاج
لا يوجد شفاء لمتلازمة القلب الأيمن. إن العلاج يشمل جراحة على ثلاثة مراحل. تهدف الجراحة إلى إعادة جريان الدم في القلب والسماح للبطين الأيسر ليقوم بعمل القلب الأيمن الأقل نموًا. إن الجراحة ثلاثية المراحل تُجرى على مدى السنين الأولى في حياة المريض. إن العملية الأولى هي عملية نوروود أوعملية تحويلة بلالوك-توماس-توسيغ ويتم إجراؤها في الأيام أو الأسابيع الأولى من الحياة. المرحلة الثالثة هي إجراء عملية قلين وتجرى بين 4 أشهر إلى 12 شهرًا من العمر. العملية الأخيرة هي عملية فونتان وتجرى في عمر 18 شهرًا فما فوق. تغيير هذه العمليات جريان الدم إلى الرئتين ليكون هناك دم مؤكسج على الدوام.
في المرحلة الأولى في عملية نورورد يتم فصل الشريان الرئوي الرئيسي عن الجزء الأيسر والأيمن من الشريان الرئوي ويتم توصيله مع الجزء العلوي من الأبهر. يوصل الجزء الأقرب من الشريان الرئوي بقوس الأبهر ويتم تبديل الجزء الأضيق من الشريان الرئوي. يتم تحويل مجرى الدم من الشريان الأبهر إلى الشريان الرئوي باستخدام تحويلة خاصة تربط بين الوعائين الدمويين لتوصيل جريان دم إلى الرئتين تقوم عملية غلين على فصل الوريد الأبهر العلوي من القلب وتوصيله بالشريان الرئوي الأيمن كي يسري يجري الدم غير المؤكسج من الجزء العلوي للجسم إلى الرئتين مباشرة. يتم إجراء عملية فونتان في عمر السنتين وتعمل على فصل الوريد الأبهر السفلي من القلب وتوصيله مباشرة بالشريان الرئوي الآخر كي يتم جريان الدم غير المؤكسج من الجزء السفلي للجسم مباشرة إلى الرئتين.

### الرعاية والمتابعة ما بعد العلاج
لن يشفى حديث الولادة تمامًا حتى بعد إجراء العمليات التي سبق ذكرها وحتى إن أُجريت عملية نقل قلب. يتوجب على الأشخاص الذين مروا بعمليات جراحية ترميمية المتابعة مع أخصائي القلب المختص في أمرض وتشوهات القلب الخَلْقي. إن الأطفال ذو متلازمة القلب الأيمن ناقص التنسج تزيد احتمالية إصابتهم بالتهاب بطانة القلب ويجب عليهم الحد من نشاطهم البدني والمشاركة بالحد يطيقونه.

## معدل الانتشار
إن متلازمة القلب الأيمن ناقص التنسج هي أقل حدوثًا من متلازمة القلب الأيسر ناقص التنسج حيث تحدث بمعدل طفل لكل 60.000 مولود مقارنة بالأخرى والتي تحدث بمعدل طفل لكل 4.300 مولود. يجب أن يتم تشخيص هذا الاعتلال النادر ما قبل الولادة وذلك لأنه يحتاج إلى تدخل جراحي طارئ وعاجل. إن النساء الحوامل اللاتي تعاني أجنتهن من هذا الاعتلال يحب أن يتم تحويلهن إلى مشفى تخصصي يحتوي على فريقٍ فائق التخصصية في جراحات الأطفال القلبية وجراحات القلب والصدر للأطفال.
يمكن لهذه المتلازمة بأن تكون مقترنة بتضيق الأبهر.